# Leptochilus cruentatus
Leptochilus cruentatus är en stekelart som först beskrevs av Gaspard Auguste Brullé 1840.  Leptochilus cruentatus ingår i släktet Leptochilus och familjen Eumenidae. Inga underarter finns listade i Catalogue of Life.